# Lasianthus wightianus
Lasianthus wightianus är en måreväxtart som beskrevs av Joseph Dalton Hooker. Lasianthus wightianus ingår i släktet Lasianthus och familjen måreväxter. Inga underarter finns listade i Catalogue of Life.